# ピザ・カリフォルニア
ピザ・カリフォルニア（PIZZA CALIFORNIA）は東京都渋谷区に本社を置く株式会社ピーシーエスが展開する宅配ピザのフランチャイズチェーンである。通称:『ピザカリ』

## 概要
レンタルレコード店『友&愛』の新規事業として1986年11月に第1号店を東京都三鷹市に開店、1990年5月に友アンド愛ピザ事業部より独立しピザ・カリフォルニア設立
。資本金は1億円であり、2008年3月期のチェーン売上高は63億円である。2018年3月末日は全国に68店舗運営している。レストランチェーンのカリフォルニア・ピザ・キッチンを展開している株式会社WDIとは別会社である。
選べる生地のタイプは全部で3種類あり、「ロースト胚芽クラスト」をオリジナル生地として提供している。

## 出店地域
- 東北地方（秋田県）
- 関東地方（東京都、埼玉県、千葉県、栃木県）
- 中部地方（長野県、岐阜県、静岡県、愛知県）
- 近畿地方（兵庫県）
- 中国地方（広島県、岡山県、山口県）
- 四国地方（愛媛県）
- 九州地方（佐賀県、長崎県、福岡県、熊本県、大分県、鹿児島県）